# T'Kout
T'Kout (em árabe: تكوت) é uma cidade localizada na província de Batna, no noroeste da Argélia. Sua população era de 11 161 habitantes, em 2008.